# Vicente Rodríguez Guillén
Vicente Rodríguez Guillén, conegut simplement com a Vicente, 16 de juliol de 1981 al barri de Benicalap, València (País Valencià) és un exfutbolista professional valencià que jugava com a centrecampista per l'esquerra.

## Carrera esportiva
Es va formar com a jugador al Llevant, on era considerat el millor jugador del planter. En 1998 va debutar en segona divisió amb només 16 anys. Després de dues temporades més al Llevant, on va destacar com un jugador màgic i es va convertir en un símbol granota, l'aleshores president llevantinista, Pedro Villarroel li va posar una clàusula de rescissió de 30.000 milions de pessetes. Finalment l'any 2000 va fitxar pel València CF, l'equip amb què ha jugat la major part de la seua carrera i que va pagar 4,2 milions d'euros pel jugador. Al principi, va haver de disputar-se la posició de titular amb l'argentí Kily González, però a la fi va acabar essent titular fix.
Amb l'equip merengot, Vicente va explotar i es va convertir en un gran jugador, amb un elevat rendiment i destacant també com a golejador. La seua millor temporada va ser la 2003/04, quan amb 22 anys va ser elegit millor jugador de l'estat espanyol, i la FIFA el considerà com un dels tres millors del món. Tanmateix, després de lesionar-se en un partit contra el Werder Bremen en setembre de 2004, el seu rendiment va abaixar considerablement. Des d'aleshores la seua carrera va estar marcada per una sèrie de recaigudes en lesions musculars, si bé va jugar més d'un centenar de partits després de l'incident.
Ha estat internacional amb la selecció espanyola en 38 ocasions. Malgrat haver participat en la disputa de la fase prèvia de la Copa del Món 2002 no va ser convocat per a disputar la fase final, tampoc per a l'edició de 2006. En canvi si va disputar la fase final de l'Eurocopa 2004, essent un dels jugadors més destacats de la selecció.

## Palmarès
Amb el València Club de Futbol va guanyar dues Lligues: 2001-02 i 2003-04, la Copa del Rei de futbol 2007-08, la Copa de la UEFA: (2003-2004) i la Supercopa d'Europa (2004).